# Ultraleichtfluggelände Drensteinfurt

i7
i11
i13
Das Ultraleichtfluggelände Drensteinfurt liegt in der Stadt Drensteinfurt im Kreis Warendorf in Nordrhein-Westfalen. Der Platzhalter und Betreiber ist Wilfried Bleidiesel.

## Lage
Das Ultraleichtfluggelände liegt etwa 3 km südlich von Drensteinfurt.

## Flugbetrieb
Das Ultraleichtfluggelände besitzt eine Betriebsgenehmigung für Ultraleichtflugzeuge und Hängegleiter. Hängegleiter starten per Ultraleichtflugzeugschlepp. Das Ultraleichtfluggelände ist mit einer 340 m langen und 20 m breiten Start- und Landebahn aus Gras (Richtung 02/20) ausgestattet. Es dient der Durchführung von Ultraleichtflug sowie Ultraleichtflugzeugschlepp von Hängegleitern nach vorheriger Genehmigung des Platzhalters (PPR). Am Gelände ist auch eine von Thomas Weigel betriebene Ultraleichtflugschule ansässig.

## Geschichte
Das Ultraleichtfluggelände Drensteinfurt wurde am 30. September 1992 genehmigt.